# Jugowice (Kraków)

Średniowieczna ugoda o dziesięcinę ze wsi Jugowice, dokument z 1377 roku.

Jugowice – dawna wieś, obecnie osiedle domków jednorodzinnych w granicach administracyjnych Krakowa, wchodzi w skład Dzielnicy X Swoszowice.

## Historia
Jugowice, dawniej będące wsią leżącą w dolinie rzeki Wilgi, wzmiankowane były po raz pierwszy w 1372 roku. Do roku 1386 były własnością mieszczan krakowskich. W tym to roku mieszczanin Giecz (lub Gicz) sprzedał Jugowice klasztorowi Bożogrobców w Miechowie. W średniowiecznych dokumentach Jugowice wzmiankowane są jako Hugowicze oraz Ugovicze. Od końca XVI wieku do około połowy XVIII wieku wieś była własnością klasztoru św. Jadwigi (Śląskiej) na Stradomiu. W drugiej połowie XV wieku we wsi znajdował się folwark i karczma. Wieś podlegała parafii św. Jakuba na Kazimierzu; należała do powiatu szczyrzyckiego województwa krakowskiego. Pod koniec XVIII wieku Jugowice włączono do Borku Fałęckiego. W latach 80. XIX wieku przez wieś przeprowadzono odcinek traktu cesarskiego do Wiednia (późniejsza ul. Zakopiańska). W 1884 r. przez Jugowice poprowadzono linię kolejową Kraków-Oświęcim przez Skawinę. W ramach Twierdzy Kraków na terenie wsi w latach 1896–1902 wzniesiono fort Łapianka i wytyczono późniejszą ul. Kąpielową jako drogę rokadową do Swoszowic. Od 1925 r. wieś podlegała parafii w Borku Fałęckim. Po II wojnie światowej na terenie zainicjowano budowę osiedla domów jednorodzinnych, które po zachodniej stronie ulicy Zakopiańskiej przeistoczyło się w osiedle Kliny. Znaczny obszar Jugowic zajęły wyrobiska zakładów Solvay. W 1941 r. Jugowice włączono do Krakowa, jako XXIV dzielnicę katastralną. Później jako część Dzielnicy X.

## Charakterystyka
Na terenie Jugowic różnice wzniesień wynoszą od około 220 m n.p.m. do 250 m n.p.m. Wzniesienie opada w kierunku wschodnim i południowo-wschodnim, od kościoła Matki Boskiej Zwycięskiej na Górze Borkowskiej (jeden z najwyższych punktów Krakowa – 249,3 m n.p.m.) do stacji kolejowej Kraków Swoszowice (znajdującej się na terenie Jugowic – 222,4 m n.p.m.). Osiedle obiegają ulice: od północy Jugowicka, od zachodu Zakopiańska, od południa Kąpielowa i od wschodu Kolejarzy. Zabudowa składa się w przeważającej ilości z domów jednorodzinnych. Na osiedlu przy ulicy Armii Kraków znajduje się filia szkoły podstawowej nr 97 im. Joachima Lelewela. Drogi przecinają się przeważnie pod kątem prostym. Główne ulice osiedla to: Kustronia, Armii Kraków, Ciechocińska, Szyllinga, Zina i Siarczana (nazwana tak od prowadzącego nią dawniej szlaku, którym transportowano siarkę z kopalń w Swoszowicach).

## Galeria

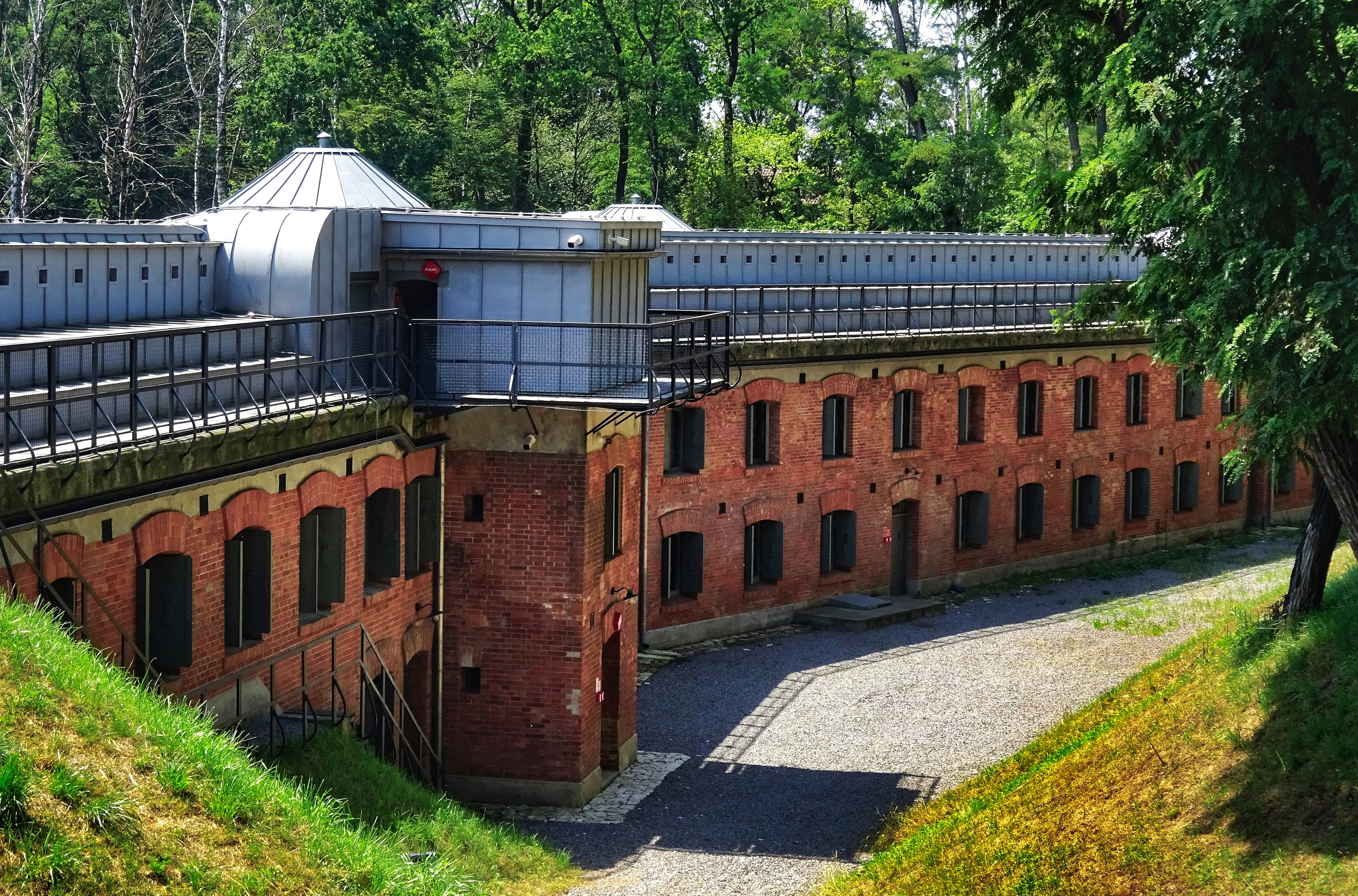
Fort pancerny pomocniczy 52a „Łapianka”
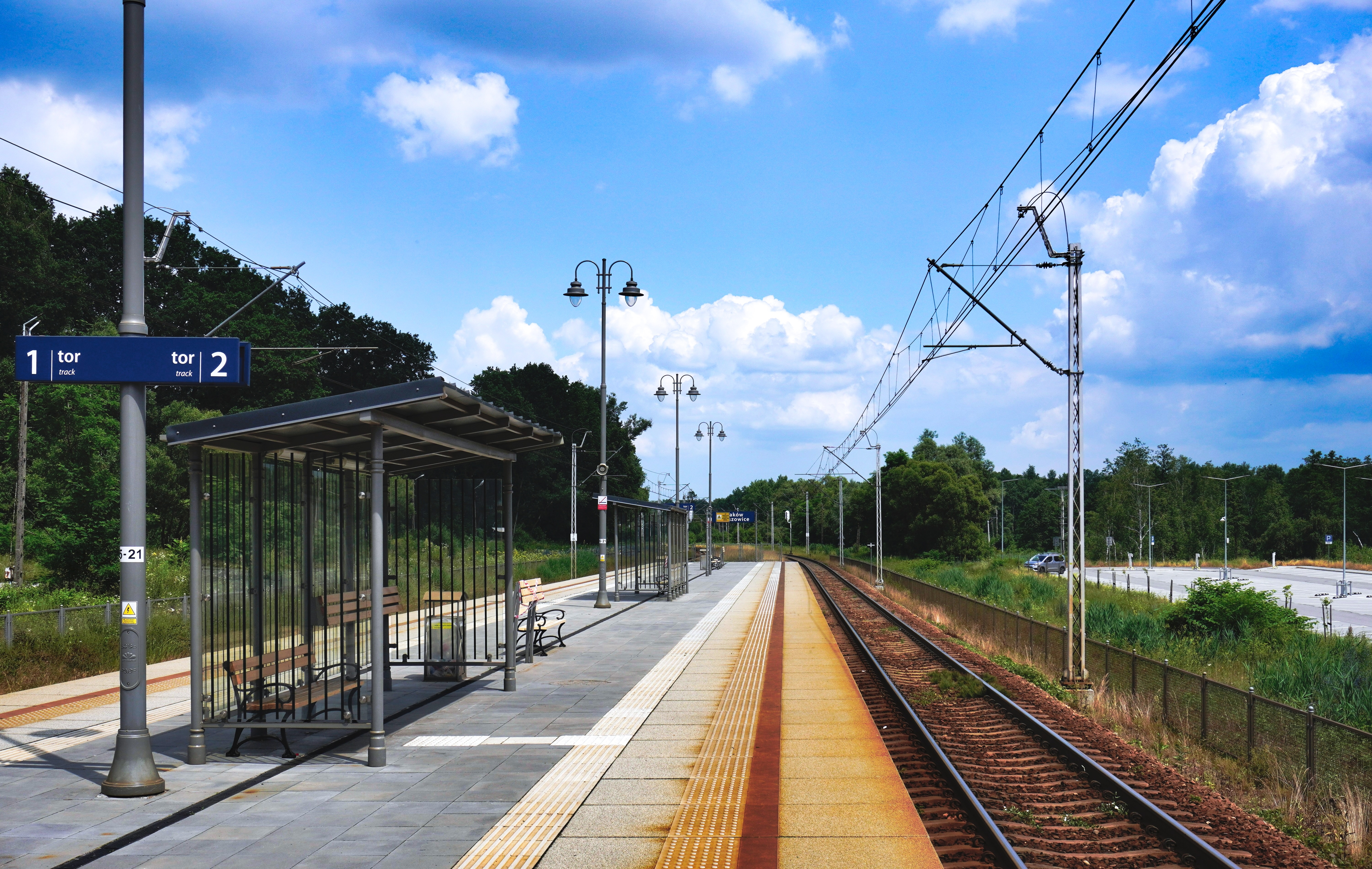
Przystanek kolejowy Kraków Swoszowice
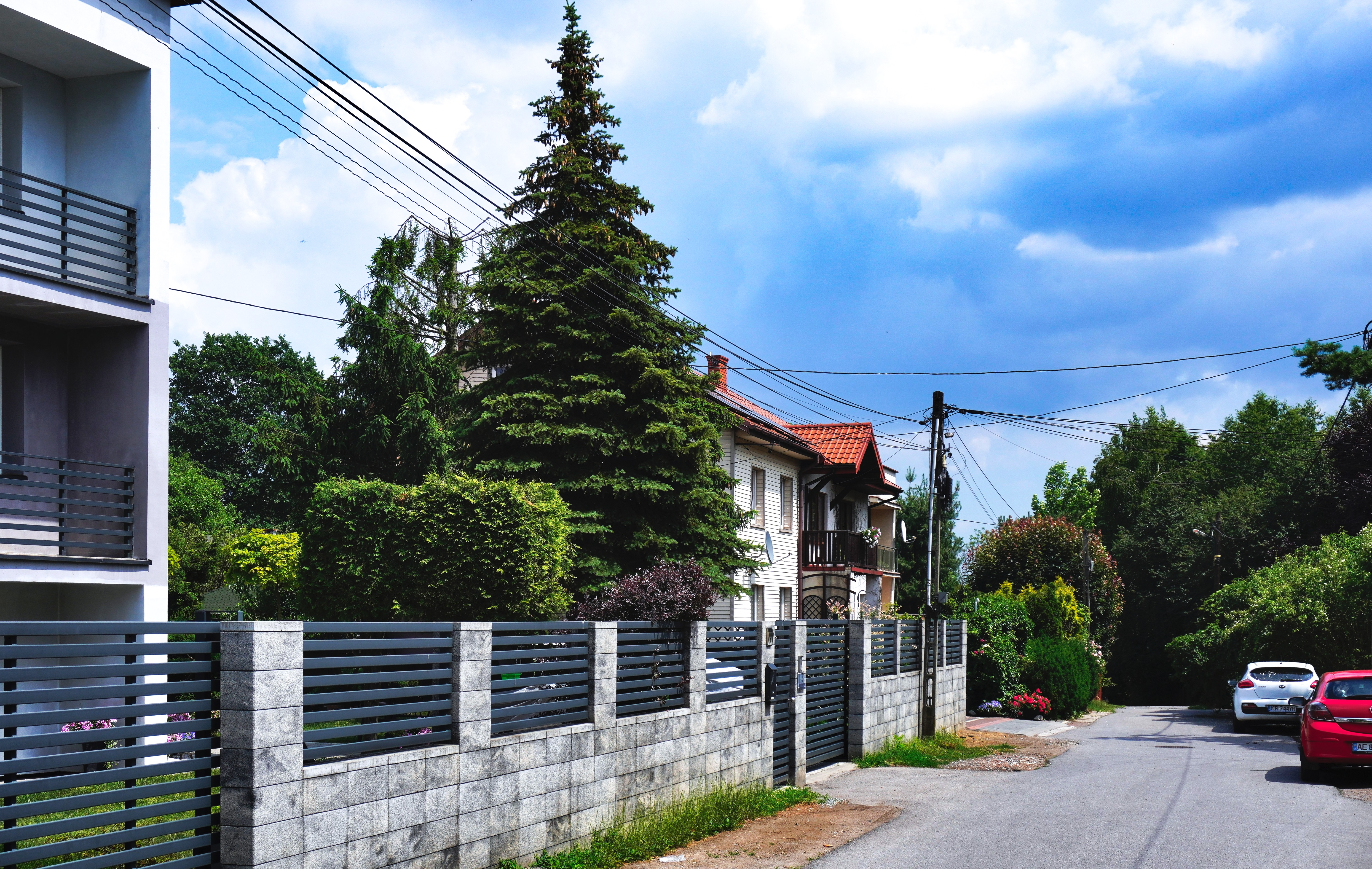
Ulica Hubalczyków
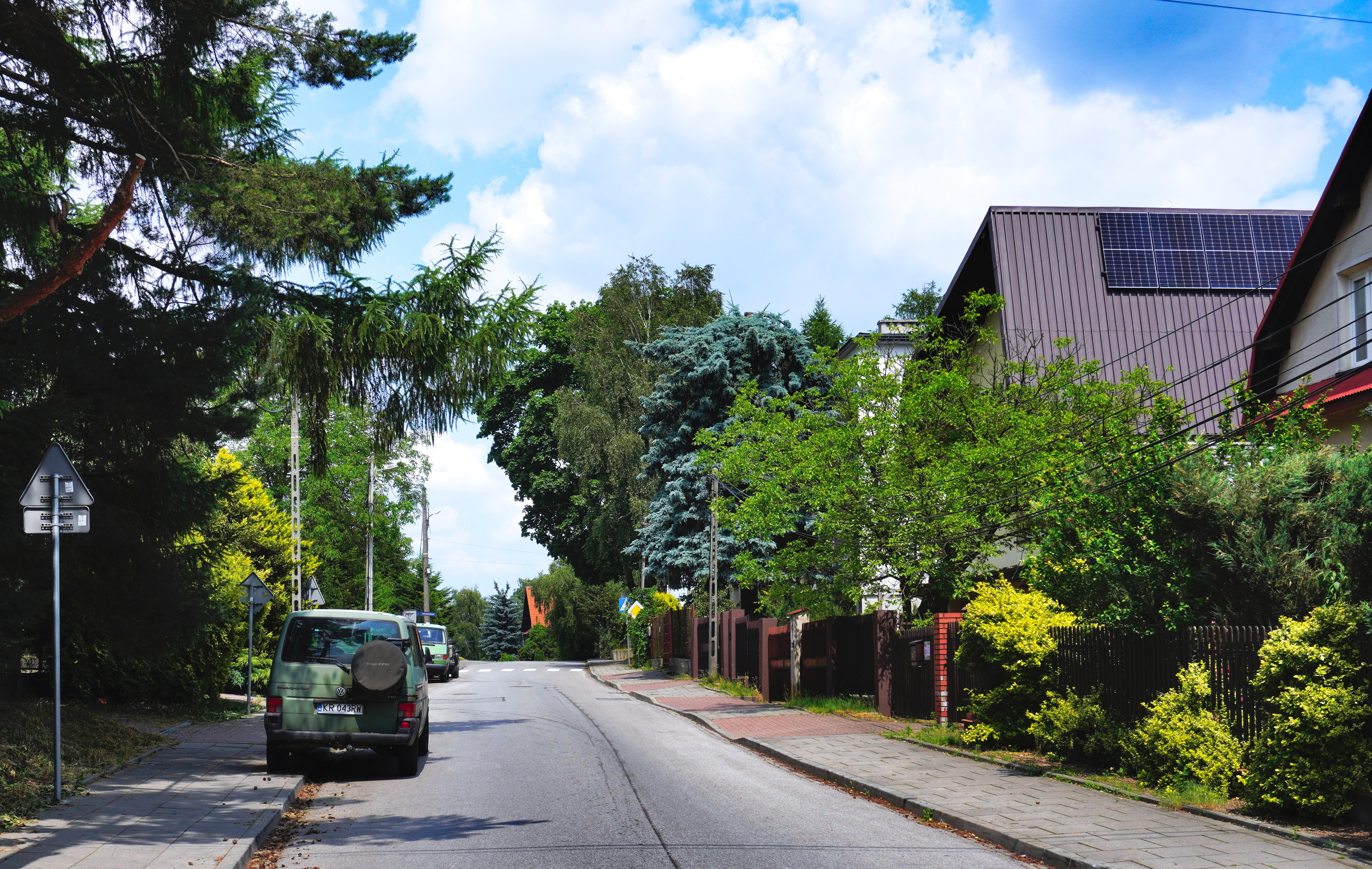
Ulica Armii „Kraków”
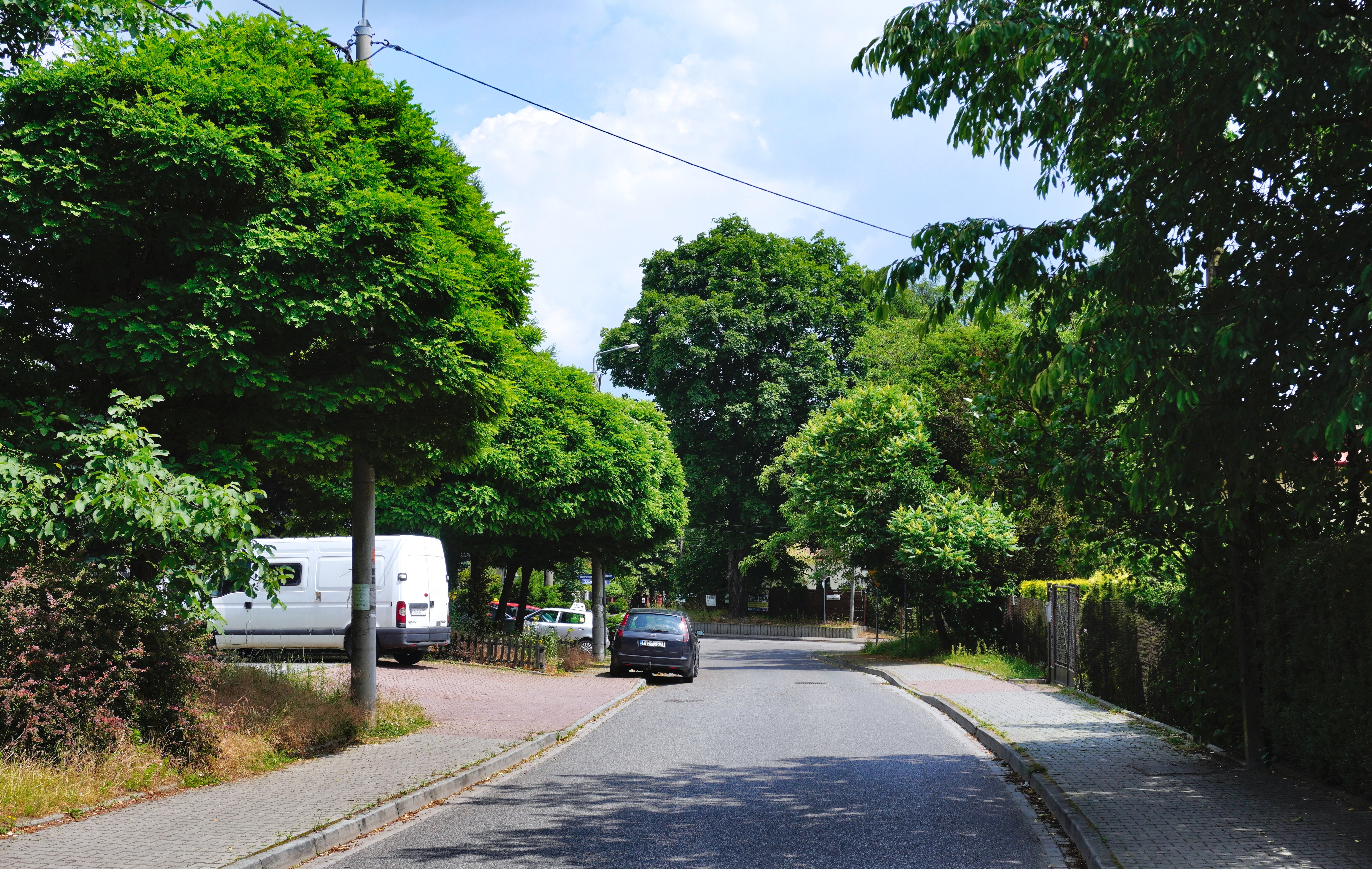
Ulica Ciechocińska
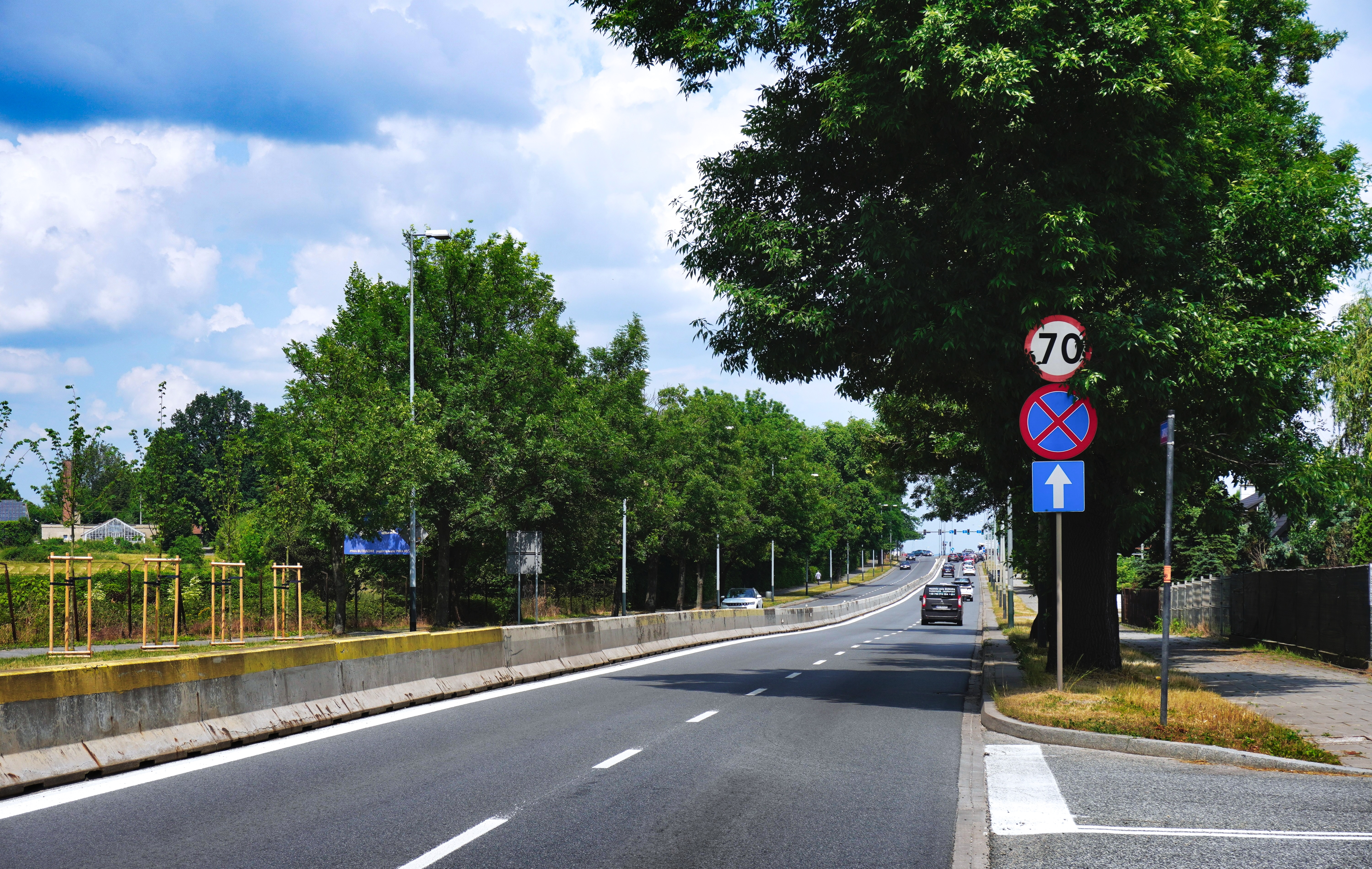
Ulica Zakopiańska
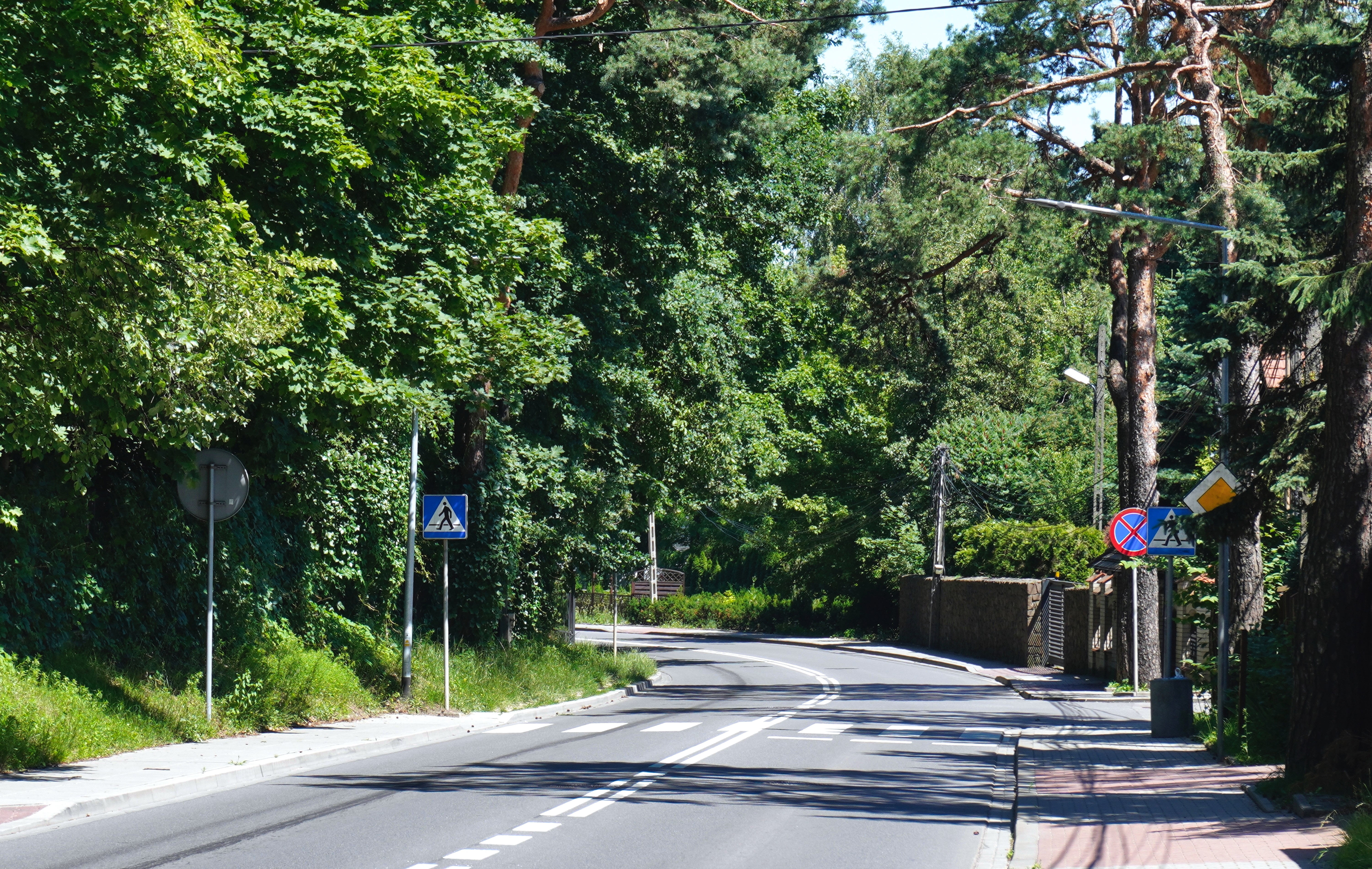
Ulica Jugowicka